# Pearly Gate
『Pearly Gate』（パーリー・ゲート）は、日本の女性ロック歌手・田村直美のアルバムである。2010年2月24日発売。

## 概要
自身のバンド「PEARL」の第1期時代の楽曲をセルフカバーした曲を中心に行った。最大のヒット・シングル「ゆずれない願い」のリアレンジバージョンと新曲も収録。

## 収録曲
1. One Step
作詞・作曲：田村直美
2. Cool Down ～特別な愛の詩～
作詞・作曲：田村直美
3. 聖書 ～バイブル～
作詞・作曲：田村直美
4. Cry My Boy
作詞・作曲：田村直美
5. Bluesをやらないかい [2006 re-mix Ver.]
作詞・作曲：田村直美
6. Big Apple
作詞・作曲：田村直美
7. Gold Rush
作詞・作曲：田村直美
8. センチュリー・トイズ [2006 re-mix Ver.]
作詞・作曲：田村直美
9. プレシャス・ラブ
作詞・作曲：田村直美
10. Love Songを [2006 re-mix Ver.]
作詞・作曲：田村直美
11. Sign our name
作詞：田村直美　作曲：田村直美・明石昌夫　※新曲
12. Warriors ～迷子の大人～
作詞：田村直美　作曲：田村直美・明石昌夫　※新曲
13. ゆずれない願い
作詞：田村直美　作曲：田村直美・石川寛門
14. 独り言
作詞：田村直美　作曲：田村直美・角田崇徳　※新曲

## Musician
- Vocals: 田村直美
- Drums: kaede
- Bass: Ken
- Guitars: MOTO
- Special Produce: 明石昌夫